# St. Maria Magdalena (Sonsbeck)

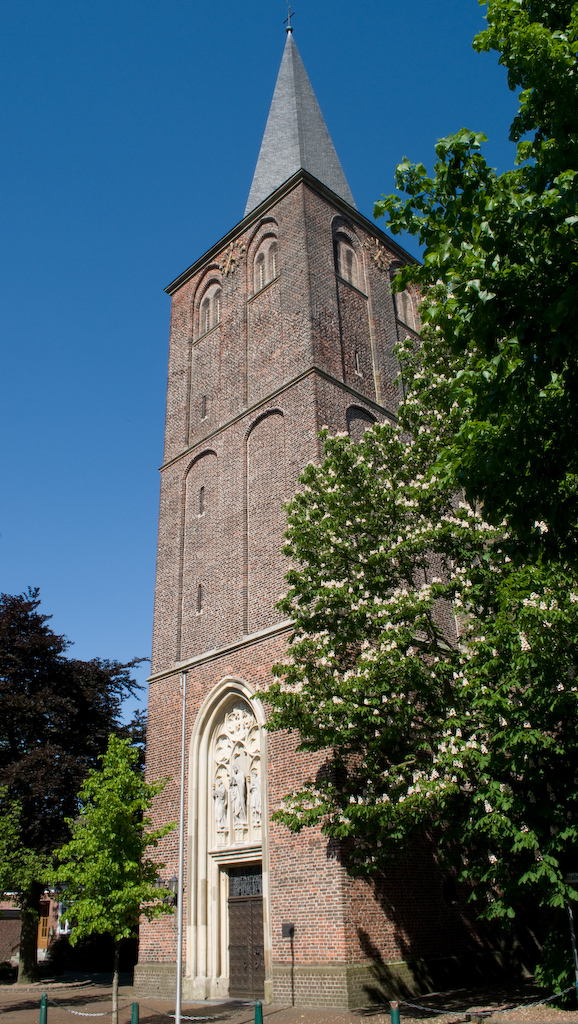
Kirche

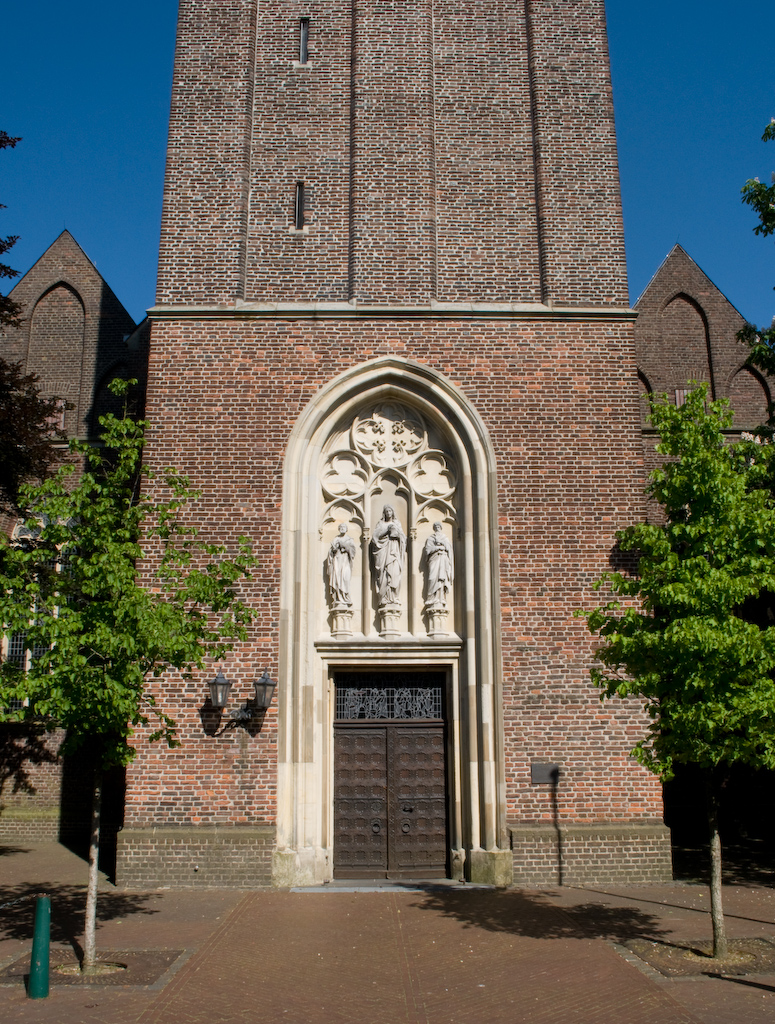
Hauptportal

Die Magdalenenkirche ist ein dreischiffiger Backsteinbau der katholischen Kirchengemeinde in Sonsbeck. Sie wurde im Jahre 1431 der heiligen Maria Magdalena gewidmet und übernahm von der im Jahre 1203 geweihten Katharinenkirche die Funktion der Pfarrkirche.
Die Magdalenenkirche wurde im Stil der Gotik errichtet und hat die Form einer Basilika. Der Hochchor des Mittelschiffes wurde nach Osten ausgerichtet und verfügt über einen Dachreiter. Im Nordschiff befindet sich der gleichfalls nach Osten ausgerichtete Marienchor. Auf dieser Höhe wurde am Südschiff eine geräumige Sakristei angebaut. Insgesamt ist das Gebäude 39,6 m lang und 23 m breit. Der dreigeschossige Kirchturm hat eine Höhe von circa 50 Metern. Der erste Bauabschnitt dauerte von 1425 bis 1431 und umfasste den dreigeschossigen Turm, das Langhaus und eine kleine Choranlage. Im Jahre 1517 erfolgte die erste große Erweiterung und betraf den Chor. Er wurde wesentlich erhöht und überragte das Langhaus beträchtlich. Dies ist auf Zeichnungen von Hendik Feltmann und Jan de Beijer festgehalten. Die beiden Seitenschiffe wurden erst viel später, im 16. Jahrhundert, angebaut und hatten zunächst die gleiche Höhe wie das Mittelschiff.
Das Kirchengebäude ist ebenerdig und somit auch mit Rollstuhl erreichbar. Im Bereich der vorderen Sitzbänke sind Induktionsschlaufen der Lautsprecheranlage eingelassen. Mit dieser Technik können Hörgeräte (Telefoneinstellung) direkt angesteuert werden.

## Einrichtung

### Hochaltar
Im Hochchor des Mittelschiffes steht der vergoldete Hochaltar. Es ist ein geschnitzter Flügelaltar vom Bildhauer Heinrich Fleige, welcher nach den Plänen des Architekten Wilhelm Rincklake angefertigt wurde. Der um 1886 angefertigte gotische Altar stellt das Erlösungswerk Christi dar. Rechts und links neben ihm steht jeweils ein über drei Meter hoher, siebenarmiger Kandelaber.

### Rosenkranzaltar
Der ebenfalls geschnitzte Rosenkranzaltar steht im Marienchor des Nordschiffes. Er zeigt, wie „Maria mit dem Kinde“ dem hl. Dominikus einen Rosenkranz reicht.

### Zelebrationsaltar
Dieser Altar befindet sich ebenfalls im Hochchor und ist ein Volksaltar. So kann im Sinne des Zweiten Vatikanischen Konzils der Priester die Eucharistie „zum Volk hin gewandt“ und nicht, wie früher üblich, mit dem Rücken zum Volk, in Richtung Hochaltar zelebrieren. Er ist eine aus Eifelbasalt gefertigte Arbeit von Will Horsten aus dem Jahr 1971. An den Ecken des quadratischen Altares steht jeweils ein circa einen Meter hoher und versilberter Kerzenleuchter auf dem Boden.
Rechts und links des Zelebrationsaltares steht jeweils ein kunstvoll geschmiedeter Ambo. Alle Ansprachen, die Fürbitten, die Schriftlesung, das Evangelium und auch die Predigt werden von hier aus verkündet. Beide sind, wie auch der Altar, mit Mikrophonen der Lautsprecheranlage versehen.

### Tabernakel
Der Tabernakel ist der Aufbewahrungsort für das bei der Eucharistie verwendete Brot, der geweihten Hostie. Sein Platz ist links neben dem Hochaltar. Das Allerheiligste wird in einem „Tresor“ aus kunstvoll verziertem Edelmetall verschlossen, der auf mehreren Säulen ruht. Nach oben wird er von zwei Skulpturen überragt, die unter einem Baldachin stehen. Die Skulpturen „Maria mit dem Kinde“ und darüber „Christus mit dem Weltapfel“ sind, wie auch Säulen und Baldachin, aus Sandstein angefertigt. Der Tabernakel stammt aus dem frühen 16. Jahrhundert. Links daneben ist ein Messingwandleuchter mit einer roten Laterne angebracht. In ihr stellt eine „rund um die Uhr“ brennende Kerze das ewige Licht (als Zeichen der Gegenwart Jesu Christi in der Hostie) dar und muss regelmäßig ausgetauscht werden.

### Taufstein
Der Taufstein befand sich bereits in der vor 1200 gebauten Katharinenkirche und stammt aus dem 13. Jahrhundert. Der romanische Stein wurde 1431 auf Weisung von Eugen IV. in die Magdalenenkirche überführt. Der Sockel des Granitblockes ist viereckig und geht in ein achteckiges Becken über. Auf ihm ruht eine konkav geformte Metallhaube im neugotischen Stil. In ihr wird bei einer Taufe das abfließende Wasser aufgefangen. Der Stein ist das älteste Stück der reichhaltigen Ausstattung und steht mittig im Chor, zwischen dem Hoch- und dem Zelebrationsaltar.

### Kalvarienberg
Der Kalvarienberg stammt aus dem Jahr 1483 und stand jahrhundertelang auf dem ehemaligen, die Kirche in östlicher Richtung umgebenden Friedhof. Nachdem die Außenanlage komplett umgestaltet und der Friedhof aus Platz- sowie Hygienegründe in eine Ortsrandlage verlegt wurde, verschwand die mächtige Sandsteingruppe in einem Lager. Erst 1981 wurde das Ensemble im Rahmen einer großen Umbaumaßnahme restauriert. Innerhalb des Nordschiffes fand es auf der turmzugewandten Westseite einen neuen Platz. Die auf einem Steinpodest aufgestellte Gruppe ist fast 5 Meter hoch und über 2 Meter breit. Sie besteht aus einem Kreuz Christi, an dem sowohl die Eisenlanze, als auch die Stange mit dem Essigschwamm angelehnt ist. Am Fuße des Kreuzes sitzt der lebensgroße Christus mit Dornenkrone und gefesselten Händen, vor den Werkzeugen seiner Folter. Rechts hinter dem Erlöser steht die Geißelsäule mit Schweißtuch, Zepter, Geißel, Stricken und Petri Hahn. Auf der gegenüberliegenden Seite steht eine fast 4 Meter hohe Friedhofslaterne, in der früher ein Lux aeterna für die Totenwache entzündet wurde.

### Chorgestühl
Das Chorgestühl flankiert beidseits den vorderen Bereich des Hochchores. Es ist aus Holz angefertigt und hat jeweils sechs Sitzplätze.

### Beichtstühle
Die beiden Beichtstühle stehen jeweils im westlichen Bereich des Nord- und Südschiffes. Die im neugotischen Stil angefertigten Werke sind aus Holz gefertigt und reich verziert. Auf einem wird die Kirchenpatronin sowie auf dem anderen der Verlorene Sohn dargestellt. Beide sind um das Jahr 1900 in der Werkstatt von Jakob Ophey in Geldern entstanden.

### Skulpturen
- Maria mit dem Kind und der Birne

Material: Eichenholz; Entstanden: um 1450; Größe: 100 cm
- Maria mit dem Kind und der Traube

Material: Eichenholz; Entstanden: um 1550;Größe: 140 cm
- Marienklage

Material: Holz; Entstanden: um 1500; Größe: 87 cm
- Anna selbdritt

Material: Holz; Entstanden: um 1500; Größe: 75 cm
- Hl. Dymphna

Material: Eichenholz; Entstanden: um 1500; Größe: 95 cm
- Hl. Christophorus

Material: Sandstein; Entstanden: um 1500; Größe: 2 Meter

### Orgel

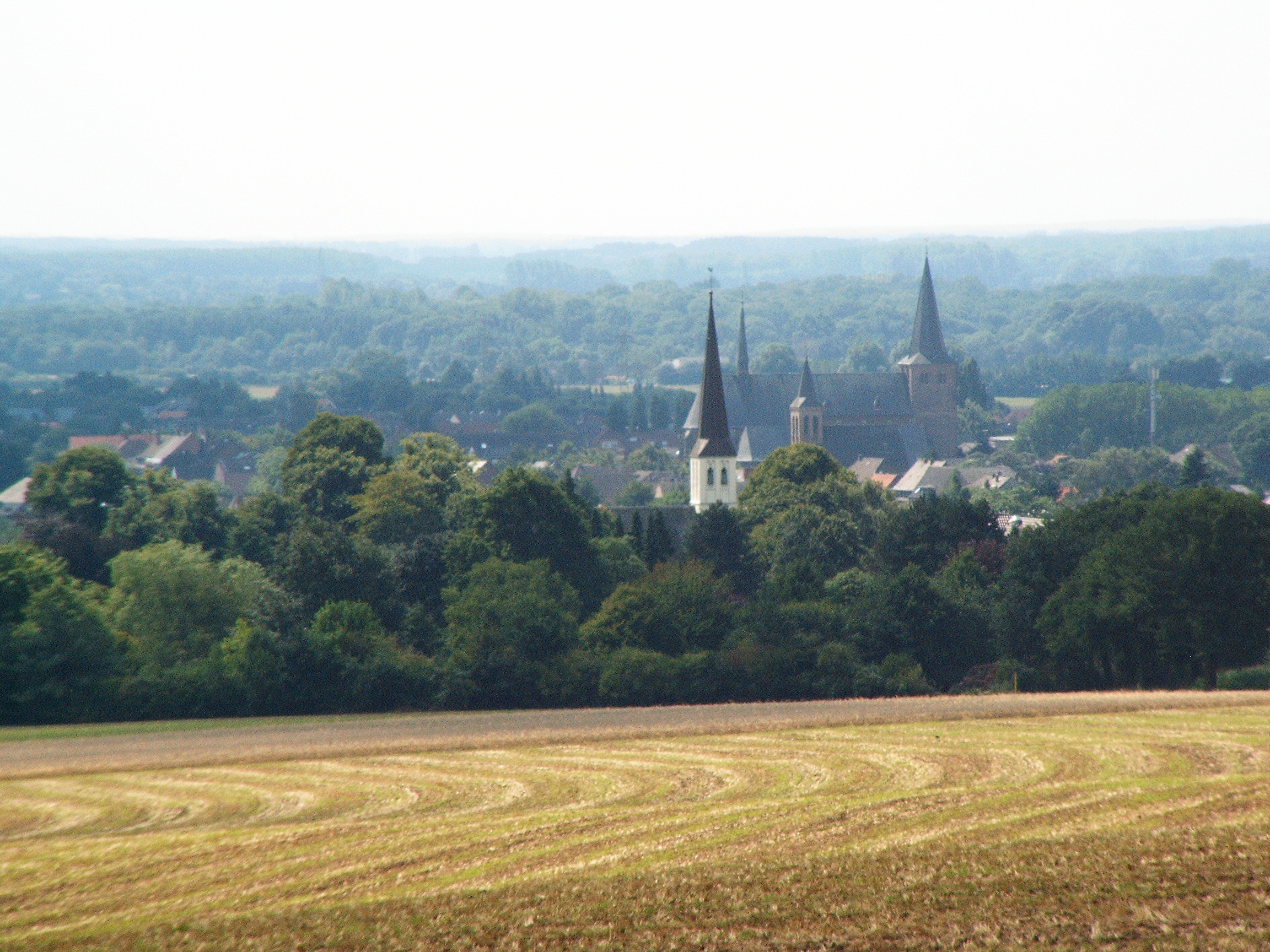
Die Magdalenenkirche in Sonsbeck (im Hintergrund)

Die Pfeifenorgel steht im westlichen Bereich des Mittelschiffes auf einer Orgelbühne. Die großzügige Bühne ist im Turm verankert und kann über den Turmaufstieg erreicht werden. Zusätzlich bietet sie Platz für den Kirchenchor. Die Orgel wurde 1985 von der Firma Sauer angefertigt. Sie verfügt über 23 Register, die zum Teil noch von der früheren „Seiffertorgel“ aus dem 18. Jahrhundert stammen.

### Glocken
Insgesamt befinden sich vier Glocken in der Magdalenenkirche. Jedoch ist die Glocke im Dachreiter (St. Barbara) außer Funktion. Im obersten Geschoss des Glockenturmes, direkt unter dem Turmhelm, befinden sich die übrigen drei.

### Turmuhr
Im Turm ist ein mechanisches Uhrwerk installiert, das über die Atomuhr angesteuert wird. Die Zifferblätter an der Nord, West und Südseite des Turmes sind weithin sichtbar. Volle Stunden werden durch den entsprechenden Glockenschlag (1 bis 12) und halbe Stunden immer mit einem Schlag verkündet.